# Lac au Sable (Mont-Élie)
Vous pouvez aider à l'améliorer ou bien discuter des problèmes sur sa page de discussion.
- Il ne cite pas suffisamment ses sources. Vous pouvez indiquer les passages à sourcer avec {{référence nécessaire}} ou {{Référence souhaitée}}, et inclure les références utiles en les liant aux notes de bas de page. (Marqué depuis décembre 2019)
- Il ne s’appuie pas, ou pas assez, sur des sources secondaires ou tertiaires. (Marqué depuis décembre 2019)
- Il contient une ou plusieurs listes. Le texte gagnerait à être rédigé sous la forme d’un ou plusieurs paragraphes synthétiques, afin d’être plus agréable à lire. (Marqué depuis décembre 2019)

- Archive Wikiwix
- Bing
- Cairn
- DuckDuckGo
- E. Universalis
- Gallica
- Google
- G. Books
- G. News
- G. Scholar
- Persée
- Qwant
- (zh) Baidu
- (ru) Yandex
- (wd) trouver des œuvres sur Wikidata

Le lac au Sable est un plan d'eau traversé du sud au nord par la rivière Petit Saguenay, dans le territoire non organisé de Mont-Élie, dans la MRC de Charlevoix-Est de la région administrative Capitale-Nationale, au Québec, au Canada.
La partie sud-est du lac au Sable est desservie par la route forestière R064. Cette route s'approche jusqu'à 0,6 km au sud du Lac au Bouleau.
La foresterie constitue la principale activité économique du secteur; les activités récréotouristiques, en second.[réf. nécessaire]
La surface du lac au Sable est habituellement gelée de la fin novembre au début avril, toutefois la circulation sécuritaire sur la glace se fait généralement de la mi-décembre à la fin mars.[réf. nécessaire]

## Géographie
Les principaux bassins versants voisins du lac au Sable sont:
- côté nord: lac au Bouleau, lac Emmuraillé, rivière Petit Saguenay;
- côté est: lac McLagan, ruisseau Étienne, lac Deschênes, rivière Deschênes, rivière Noire;
- côté sud: troisième lac des Marais, rivière Petit Saguenay;
- côté ouest: ruisseau au Sable, lac à l'Est, coulée de la Grosse Épinette[2].

Le lac au Sable comporte une longueur de 2,7 km. La rivière Petit Saguenay traverse du sud au nord successivement le lac au Sable (longueur: 2,7 km; altitude: 449 m), le lac au Bouleau (longueur: 4,3 km; altitude: 449 m) et la partie est du lac Emmuraillé (longueur: 1,8 km; altitude: 436 m).
L'embouchure du lac au Sable est situé à :
- 13,8 km au sud-ouest du lac Deschênes;
- 32,0 km au sud du centre du village Petit-Saguenay;
- 32,9 km au sud de la confluence de la rivière Petit Saguenay et de l'Anse du Petit Saguenay située sur la rive sud de la rivière Saguenay[2].

À partir de l'embouchure du lac au Sable, le courant descend la rivière Petit Saguenay sur 71,1 km vers le Nord, le nord-est, puis vers le nord jusqu'à la rive sud de la rivière Saguenay que le courant traverse ensuite sur 36,6 km vers l'est jusqu'à Tadoussac où cette dernière rivière se déverse dans le fleuve Saint-Laurent.

## Toponymie
Le toponyme lac au Sable a été officialisé le 5 décembre 1968 par la Commission de toponymie du Québec.